# Абердин (Мэриленд)
Аберди́н (англ. Aberdeen) — город в штате Мэриленд, США. Получил своё название в честь шотландского города Абердин.
Входит в состав округа Харфорд. Население по оценке 2019 года составляет 16 019 человек (17-й по количеству жителей в штате). Занимает площадь 16,8 км².
Ближайшим к Абердину является город Хэвер-ди-Грейс.